# Груминг собак
Груминг собак (англ. grooming) — комплекс процедур по уходу за шерстью, кожей, когтями, ушами и глазами собак. Может выполняться как в гигиенических целях, так и для улучшения внешнего вида собаки при подготовке к выставке или другим соревнованиям. Профессиональный специалист по грумингу — грумер собак.

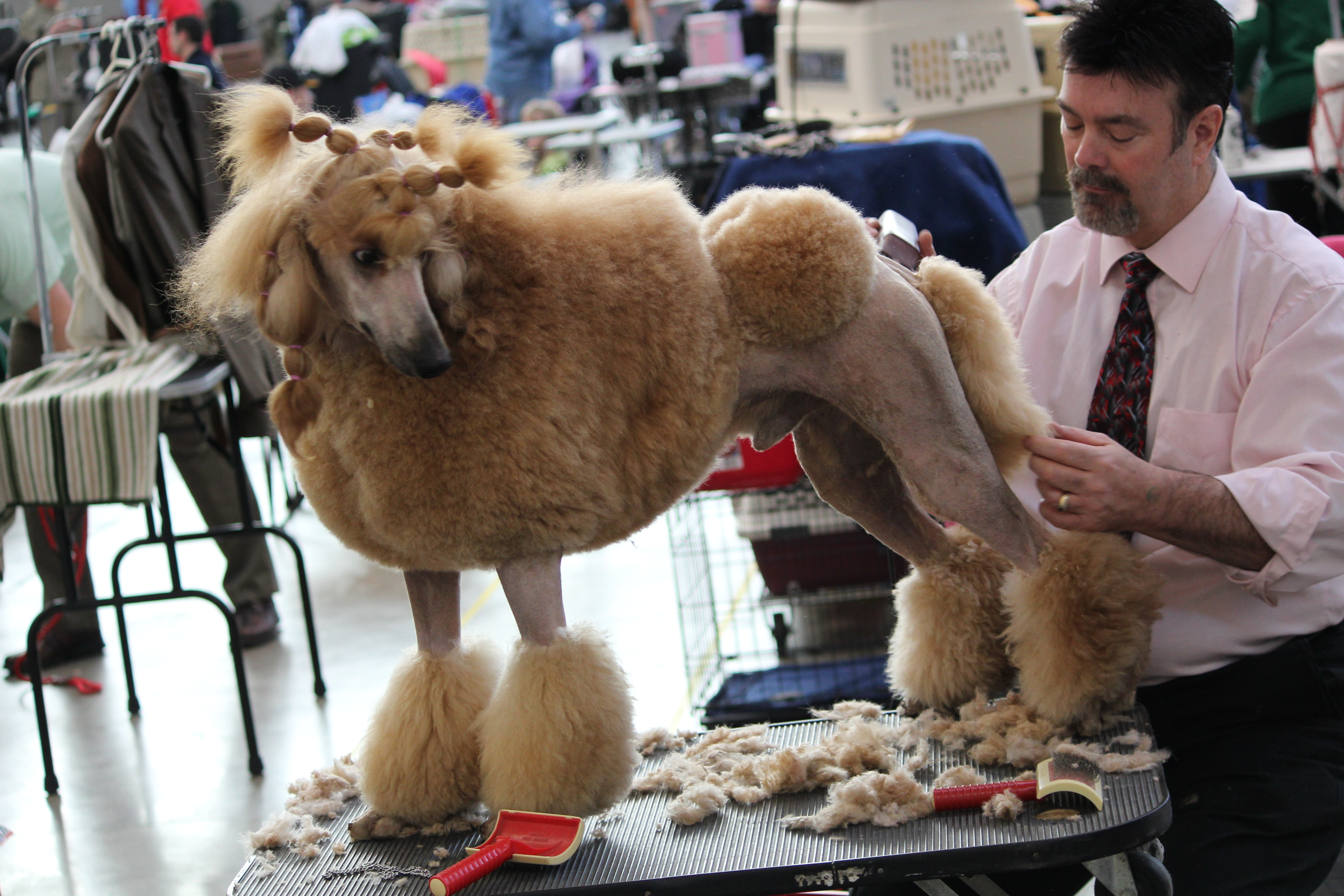
Выставочная стрижка королевского пуделя

## Причины для груминга

### Повседневный груминг
Груминг является важной частью заботы о благополучии и здоровье собаки, улучшает её качество жизни. Объём и частота необходимых процедур зависят от породы собаки, её возраста и состояния здоровья. Регулярный уход помогает собаке быть здоровой и делает проживание с ней более комфортным. Многие собаки линяют и сбрасывают шерсть. Другие, такие как пудель, не линяют, как другие породы, и требуют ухода и стрижки каждые 4-8 недель.
Основными причинами ежедневного ухода являются:
- уменьшение вероятности возникновения различных проблем со здоровьем, таких как грибок, расчёсы и другие проблемы с кожей;
- общая чистота туловища собаки;
- мониторинг здоровья собаки, проверка на наличие порезов, раздражений, отёков, хромоты или изменений в поведении, которые могут указывать на болезнь;
- установление более тесной связи между собакой и владельцем;
- избавление от кожных паразитов;
- удаление колтунов, которые могут вызвать проблемы со здоровьем собаки, такие как раздражение кожи или попадание вредных бактерий в шёрстный покров собаки[3]

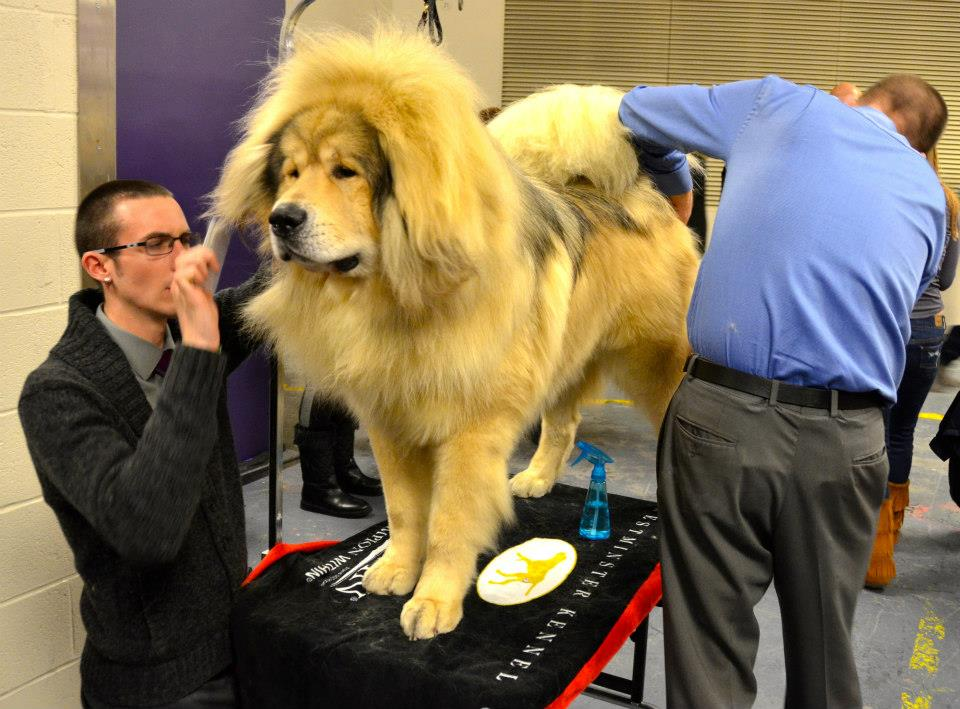
Выставочный груминг тибетского мастифа

### Выставочный груминг
Выставочный груминг — комплексная подготовка внешнего вида собаки к участию в выставке собак. Может выполняться владельцем или профессиональным грумером. Включает в себя мытьё собаки с использованием специально подобранной косметики, сушку, укладку и стрижку у пород, предусматривающих это стандартом. Чистку ушей, области вокруг глаз, стрижку когтей.
Цель выставочного груминга — представить собаку в наиболее выигрышной кондиции для оценки экспертом и продемонстрировать её соответствие стандарту породы. Профессиональные грумеры также могут с помощью качественной стрижки и укладки скрыть незначительные недостатки анатомии собаки.

## Процедуры груминга

### Мытьё
Собак можно мыть в раковине, душевой кабине или ванной. Даже на улице, используя садовый шланг, при условии, что вода достаточно тёплая, чтобы предотвратить переохлаждение. Собак следует мыть в тёплой воде, так как горячая вода может вызвать ожог. Собак с густой шерстью или колтунами не следует мочить без предварительного вычёсывания и удаления колтунов.
Используются различные виды шампуней и кондиционеров, разработанных специально для собак. Для собак с подшёрстком следует предварительно развести шампунь с водой, это обеспечит более равномерное распределение и лучшую очистку шерсти. Стоит избегать попадания шампуня в глаза и избытка воды в ушах, это может вызвать раздражение слизистых и инфекционные воспаления.
Важно хорошо промыть шерсть после шампуня, так как его остатки могут вызвать раздражение кожи. Большинство собак не требуют частого мытья; слишком частое мытьё может лишить кожу и шерсть естественных жиров и вызвать высыхание.

### Удаление лишней шерсти

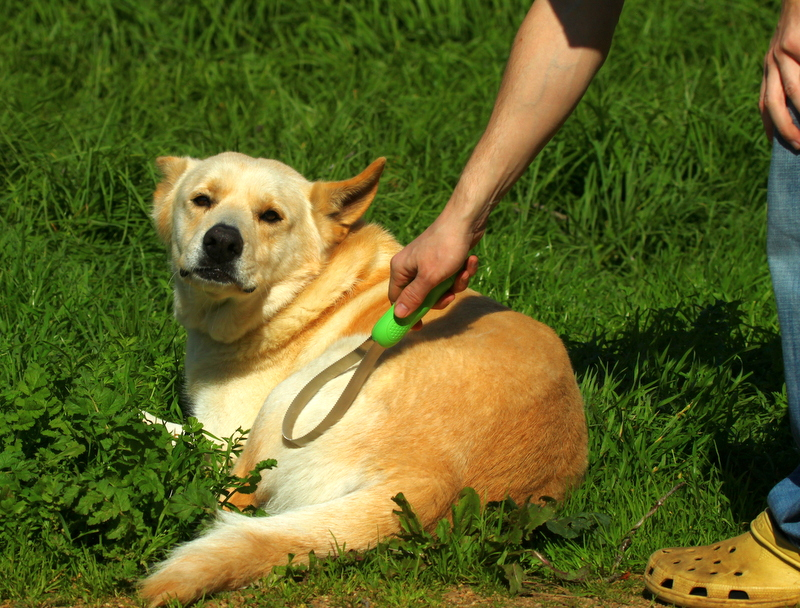
Удаление лишней шерсти с помощью скребницы

Шерсть многих пород требует стрижки ножницами или машинкой, или другого ухода. Стили варьируются в зависимости от породы. В то время как некоторые виды стрижек имеют практические цели, также многое зависит от вкуса владельца, от того, будет ли собака участвовать в выставках и применяется ли она для различной практической деятельности.
Резиновые груминг-перчатки и щетки предназначены для удаления выпавших волосков у собак с короткой шерстью и являются одними из самых популярных инструментов для груминга среди владельцев домашних животных. Они просты в использовании, требуют лишь массажных твердых движений по корпусу собаки. Их преимущество в том, что они подходят как для расчесывания влажной, так и сухой шерсти.
Некоторые породы собак, такие как Лхасо-апсо, не линяют, но имеют шерсть, которая постоянно растет. Из-за этого шерсть на ногах и животе может стать очень длинной и спутанной, а волоски вокруг глаз могут ухудшить зрение собаки. В таких случаях собаку стригут, чтобы глаза оставались чистыми, а на шерсти не образовывались колтуны.

### Стрижка
Стрижкой собак и другими процедурами по уходу профессионально занимаются грумеры собак. Эти специалисты обычно работают в салонах для стрижки, ветеринарных клиниках, крупных зоомагазинах или выезжают на дом к клиентам. Их услугами пользуются не только для подготовки собаки к показу на выставке, но и для повседневного ухода.
Владельцы, которые не хотят тратить лишние средства на оплату грумера, могут стричь питомца в домашних условиях. В зависимости от типа и длины шерсти, для этого могут быть необходимы ножницы обычные или филировочные, специализированная машинка для стрижки собак, щетка или расческа. А также шампунь и другая косметика, так как стричь можно только чистую шерсть.
У каждой породы, предусматривающей стрижку в стандарте, существует перечень принятых стрижек. Однако владельцы, не занимающиеся выставками, предпочитают функциональные стрижки, облегчающие уход за шерстью. Чтобы получить представление о том, какая стрижка подойдет конкретной собаке, как ее лучше сделать, можно проконсультироваться с профессиональным грумером или посмотреть обучающие видео.

### Стриппинг
Стриппинг или ручной тримминг — это процесс удаления мёртвых волос из шерсти не линяющей собаки с помощью стриппингового ножа или пальцев. Жёсткая, не линяющая шерсть имеет цикл, в котором она начинает расти, а затем созревает, достигая максимальной длины. Ручной стриппинг контролирует выпадение шерсти и создаёт пространство для нового слоя. Стриппинг является подходящим методом груминга для большинства терьеров, спаниелей и многих других пород.
Шерсть удаляют пальцами или с помощью ножа, а верхний слой убирают, чтобы показался плотный, мягкий подшёрсток. Если все сделано правильно, процедура безболезненная. Многие собаки любят стриппинг, особенно если их грамотно приучали со щенячьего возраста.

### Стрижка когтей
Стрижка когтей необходима для поддержания здоровья собаки. Если когтям собаки позволить расти бесконтрольно, они будут скручиваться в спираль; ходьба будет вызывать все больше болевых ощущений. Нестриженые когти могут скручиваться так сильно, что начинают впиваться в подушку лапы, что приводит к инфекциям и непрекращающейся боли. Длинные когти могут оказывать давление на суставы ног, даже приводить к смешению суставов конечностей. Это может привести к тому, что животное будет иметь неравномерное распределение веса и легче травмироваться. Длинные когти также легко надорвать или вырвать с корнем, что причинит животному серьёзную боль.
По мере того, как когти становятся длиннее, их становится труднее стричь, маневрируя между подушечкой лапы и кончиком когтя. Владельцы могут сами подстригать когти или отвести своего питомца к грумеру или ветеринару.
Стрижка когтей осуществляется с помощью когтерезов. Кроме того, ручные или аппаратные пилочки используются для сглаживания острых краёв. Существует два основных типа когтерезов: гильотинные и стандартные кусачки. У гильотинных когтерезов на конце есть отверстие, в которое вставляется коготь; при сжатии ручек инструмента внутреннее лезвие отрезает конец когтя. Стандартные кусачки более эффективны для когтей, которые слишком отросли и теперь имеют форму круга или спирали.

### Уход за полостью рта
Уход за полостью рта очень важен. Эти процедуры удобно выполнять во время груминга. Доступные в продаже стоматологические наборы включают в себя все необходимое, от специальной зубной пасты до зубных щёток. Также существуют специальные скребки и наплечники, а также спреи и растворы, облегчающие удаление зубного камня и налёта.

## Инструменты для груминга
- Массажная щетка: инструмент из резины или пластика с короткими зубцами. Этот инструмент используют поверх шерсти собаки, чтобы освободить грязь, отмершие шерстинки и кожные чешуйки, а также чтобы стимулировать выработку натурального кожного жира. Массажные щетки чаще используются на обильно линяющих собаках, таких как немецкие овчарки. Они также используются для распутывания колтунов на определенных частях тела собаки, таких как уши, лапы или хвост. Пользоваться такой щеткой следует осторожно, так как можно травмировать кожу собаки, если приложить излишнюю силу во время вычесывания.
- Скребница: металлическое лезвие (или «скребница») с короткими тупыми зубцами, которое используется для удаления мертвых волос у короткошерстных собак, а также для удаления спутанной шерсти и колтунов. Скребница не используется для стрижки шерсти.
- Пуходерка (сликер): щетка с тонкими короткими зубцами из проволоки, расположенными на плоской поверхности. Используется на собаках со средней, длинной или кудрявой шерстью. Хорошо вычесывает подшерсток. Пуходерки обычно используются после расчесывания обычной щеткой или проволочным гребнем. Они используются для расглаживания шерсти и удаления колтунов и спутанных волосков. Они состоят из тонких проволочных зубцов, которые прикреплены к плоскому основанию. Зубцы загнуты примерно на полпути вниз к основанию щетки. Для более плотной шерсти с густым подшерстком рекомендуется использовать пуходерку с более жесткими зубцами. Этот тип щетки имеет широкий диапазон размеров и степеней жесткости.
- Грабли: расческа, предназначенная для проникновения в густую шерсть собаки и удаления колтунов и мертвого подшерстка возле кожи собаки. Зубцы часто имеют форму лезвия для бритья и расположены в один или два ряда плотно прилегаю друг к другу. Грабли — важный инструмент для груминга, особенно для собак с двухслойной шерстью, таких как ньюфаундленд или сибирский хаски.
- Щетка из щетины: один из наиболее широко используемых типов щеток благодаря своей универсальности. Как правило, щетинная щетка используется на собаках с длинной шерстью, чтобы завершить груминг и добавить естественный блеск и сияние. Используется в ежедневном уходе, так как удаляет пыль и грязь с поверхности шерсти. Щетки из щетины являются поверхностным инструментом; они обычно не проникают вглубь шерсти. Собаки, которых расчесывают только такими щетками, часто выглядят ухоженными, но под внешним слоем могут скрываться колтуны. Как правило, более длинные и широко расположенные щетинки подходят для собак с более длинной шерстью, а более короткие и плотные лучше использовать для собак с короткой шерстью.
- Щетка с металлической щетиной: имеет овальную форму и металлические щетинки на гибкой резиновой основе. Используется для разделения и распутывания шерсти длинношерстных, жесткошерстных и кудрявых собак. Некоторые металлические щетки имеют полированные или покрытые резиной или пластиком концы зубцов, которые предотвращают появление царапин на коже собаки во время использования. Поскольку покрытие или полироль со временем могут стираться, щетки следует периодически заменять. Такие щетки бывают разных размеров, текстур и частоты зубцов.
- Комбинированная щетка: имеет две разные стороны — одна с натуральной щетиной, которая может быть успешно использована для участков с короткой шерстью, а другая сторона с металлическими зубцами, которые можно использовать для длинной и двухслойной шерсти.
- Колтунорез: предназначен для срезания колтунов и спутанных волос, не оставляя залысины.
- Нож для стриппинга: инструмент, используемые для захвата более длинных волосков на жесткой шерсти и удаления их вместе с корнем. Помогает поддерживать правильное состояние шерсти у жесткошерстных терьеров и шнауцеров. Чаще всего используется в выставочном груминге, как вспомогательный инструмент при ручном стриппинге.